# Wypalanie traw

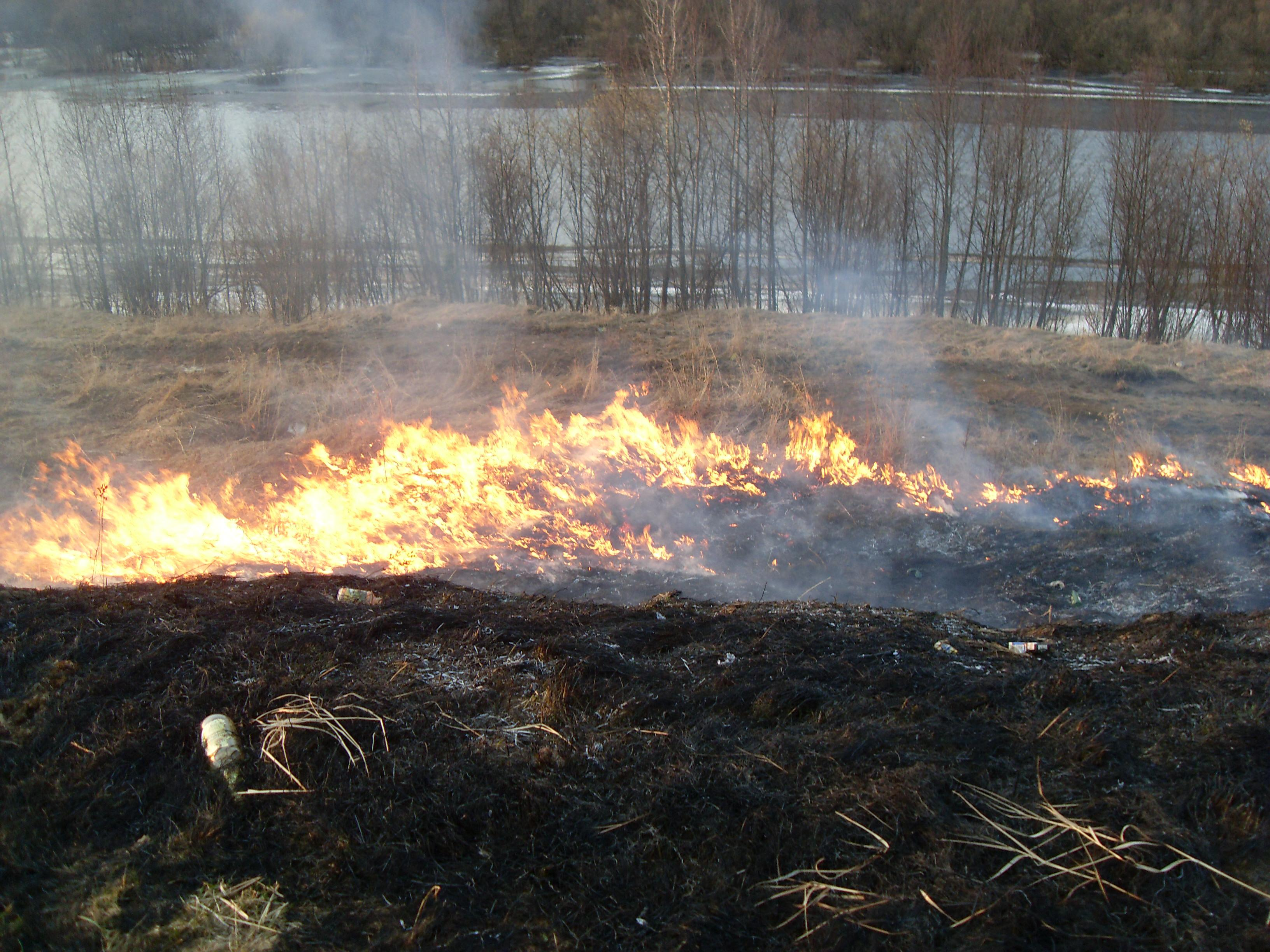
Płonąca trawa

Wypalanie traw – współcześnie to ogólny termin oznaczający wzniecenie ognia na obszarach nieużytków, trawiastych i uprawnych w celu pozbycia się pozostałości uschniętej roślinności.
U zarania cywilizacji stosowany był jako jeden z zabiegów rolniczych, wciąż utrzymuje się w wielu regionach świata, tracąc jednak na znaczeniu, wraz z rozwojem techniki i kultury rolnej. Bywa również stosowany w innych celach niż rolnicze, np. jako forma profilaktyki przeciwpożarowej (w Australii i USA) poprzez usuwanie nadmiernie nagromadzonej uschniętej roślinności na terenach stepowych.

## Wypalanie w Polsce
W Polsce wypalanie roślinności stosowane bywa jako forma oczyszczania terenów nieużytków rolnych, wczesnowiosenny i późnojesienny sposób oczyszczania pastwisk lub sposób na letnie oczyszczanie pól po zbiorach. Zwyczaj ten utrzymuje się głównie na obszarach zaniedbanych rolniczo oraz nieużytkach.

### Prawo
Ustawa z 2004 r. o ochronie przyrody określa:
- Art. 124. Zabrania się wypalania łąk, pastwisk, nieużytków, rowów, pasów przydrożnych, szlaków kolejowych oraz trzcinowisk i szuwarów.
- Art. 131. Kto: (...) wypala łąki, pastwiska, nieużytki, rowy, pasy przydrożne, szlaki kolejowe, trzcinowiska lub szuwary – podlega karze aresztu albo grzywny.

Rozporządzenie Ministra Spraw Wewnętrznych i Administracji z 2010 r. w sprawie ochrony przeciwpożarowej budynków, innych obiektów budowlanych i terenów:
- § 40. 1. W lasach i na terenach śródleśnych, na obszarze łąk, torfowisk i wrzosowisk, jak również w odległości do 100 m od granicy lasów nie jest dopuszczalne wykonywanie czynności mogących wywołać niebezpieczeństwo pożaru:

1) rozniecanie ognia poza miejscami wyznaczonymi do tego celu przez właściciela lub zarządcę lasu;
 (...)
2. Przepis ust. 1 pkt 1 nie dotyczy czynności związanych z gospodarką leśną oraz wykonywaniem robót budowlanych i eksploatacji kopalni w porozumieniu z właścicielem lub zarządcą lasu.
- § 43. Wypalanie słomy i pozostałości roślinnych na polach jest zabronione.

Wypalanie pozostałości roślinnych w ogrodach, ogródkach działkowych itp. regulowane jest prawem miejscowym i w wielu przypadkach na terenach miejskich zabronione lub dopuszczalne tylko w sezonie wiosennym.

### Zagrożenie pożarowe
Efektem wypalania są często pożary, skutkujące nieraz dużymi stratami materialnymi, a nawet ofiarami śmiertelnymi, spowodowane przerzuceniem się ognia na zabudowania lub lasy. Zagrożone są też trzcinowiska i oczerety. Szczególnie niekorzystne są przerzuty pożarów na torfowiska, które w wyniku pożarów mogą ulec całkowitemu unicestwieniu, ponieważ tląc się pod powierzchnią są bardzo trudne do ugaszenia. Stanowią też zagrożenie dla przebywających na nich ludzi i zwierząt.

### Zwalczanie wypalania
Mimo zakazów i konsekwencji prawnych wypalanie traw jest w Polsce częste. Zwalczanie tej praktyki jest przedmiotem apeli i akcji edukacyjnych przeprowadzanych m.in. przez służby leśne, Państwową Straż Pożarną i Kościół katolicki.
W 2004 r. w Polsce wprowadzone zostały przepisy dotyczące dopłat rolniczych, zgodnie z którymi wypalanie traw jest działaniem wbrew dobrej kulturze rolnej, a rolnicy dopuszczający się takich praktyk mogą zostać pozbawieni dopłat bezpośrednich i rolno-środowiskowych z funduszów Unii Europejskiej.

### Skutki ekologiczne
Zdaniem organizacji ekologicznych:
- brak jest uzasadnienia zarówno ekologicznego, jak i rolniczego dla wypalania traw,
- wypalania skutkują negatywnie poprzez straty we florze i faunie oraz degradacją ekosystemu przyrodniczego ważnego w nowoczesnej gospodarce rolnej.

### Badanie skutków
Na zlecenie Komitetu Badań Naukowych w Akademii Rolniczej, Katedrze Ekologicznych Podstaw Inżynierii Środowiska w Krakowie przeprowadzono badanie Dynamika wypalania nieleśnych zbiorowisk roślinnych analizując rozkład temperatury we wczesnowiosennym wypalaniu różnych rodzajów roślinności w warunkach Polski. Niektóre z wniosków:
1. „Zdarzało się, że spaleniu ulegała tylko górna, wyschnięta jej (roślinności) część”.
2. „Temperatura na głębokości 5 cm pod powierzchnią gruntu wykazywała bardzo niewielki wzrost (od kilku do kilkunastu stopni) w stosunku do temperatury początkowej”.
3. „Wyniki badań wskazują na bardzo niewielkie bezpośrednie oddziaływanie zimowo-wiosennego wypalania roślinności. W okresie tym gleba jest wilgotna, a więc ma dużą pojemność cieplną. Ilość spalanej biomasy jest niewystarczająca do ogrzania gleby na głębokość większą niż 5 cm, tym bardziej iż gleba w tym czasie jest jeszcze często zamarznięta. Tak więc ogień w minimalnym stopniu oddziałuje na florę i faunę w warstwie glebowej”.

W publikacji „Badania dioksyn w powietrzu Krakowa. Raport za lata 1995–1997” wydanej przez Instytut Chemii i Technologii Nieorganicznej Politechniki Krakowskiej oceniono toksyczność:
„W przeprowadzonych badaniach analitycznych zawartości dioksyn w latach 1998–1999 w powietrzu Krakowa zanieczyszczonym dymem powstałym podczas wypalania traw i odpadów gospodarczych na terenach rolniczych, a nawet miejskich, wykazano 20-krotny wzrost zawartości dioksyn w stosunku do powietrza nie zadymionego. Ponadto w zadymionym powietrzu wykazano obecność polichlorowanych bifenyli (PCB) na poziomie 50 000 pg/m³ (50 ng/m³). Jest to wartość bardzo duża biorąc pod uwagę, że w powietrzu czystym w miesiącach letnich zawartość PCB jest rzędu 500-800 pg/m³. Polichlorowane bifenyle uważane są za związki, których toksyczność porównywalna jest do dioksyn.
Przyczyną tego stanu zanieczyszczenia powietrza dioksynami podczas wypalania traw jest zdolność do powstawania tych związków w warunkach spalania materii organicznej na wolnym powietrzu. Rośliny zawierają obecnie znacznie większe stężenie środków ochrony roślin oraz zanieczyszczeń przemysłowych. Podczas spalania zanieczyszczenia te są prekursorami dioksyn zatrzymujących się na cząstkach popiołu i wraz z nim rozprzestrzeniają się w atmosferze”.

## Historia
Wypalanie nieużytków zwane wypalaniem traw stosowane było od początku istnienia rolnictwa w charakterze prymitywnego zabiegu agrotechnicznego początkowo w systemie żarowym przy karczowaniu pierwotnych lasów, a później w dwupolówce (XII w.) i trójpolówce (XIII-XVIII w.). Wypalanie ściernisk i pastwisk było początkowo zabiegiem przygotowującym do uprawy, a udoskonalenie uprawy mechanicznej oraz uprawa roślin okopowych i ograniczenie ugorowania zmniejszyły jego znaczenie. Dopiero upowszechnienie się chemicznych metod walki z chwastami ograniczyło zachwaszczenie i wypalanie użytków ornych. Wypalanie pozostało na zaniedbanych łąkach i nieużytkach.
Wprowadzenie kombajnowego zbioru (omłot na polu) oraz unowocześnienie hodowli zwierząt spowodowało zmniejszenie zapotrzebowania na słomę, w wyniku czego rozpowszechniło się palenie słomy po żniwach. Praktyka ta obecnie zanika ze względu na upowszechnienie się kombajnów z rozdrabniaczami słomy, konsekwencje finansowe i prawne grożące za wzniecanie pożarów, a także zapotrzebowanie na słomę do ogrzewania.

## Ocena i kontrowersje
Zbiorcza ocena celowości i skutków wypalania traw w skali światowej jest niemożliwa z powodu zbyt wielu różnic w uwarunkowaniach regionalnych, gdzie zarówno przyczyny i metody wypalania są odmienne, jak również ich skutki. Również uwarunkowania lokalne w miejscu wypalania są bardzo różne, co utrudnia jednolitą ocenę skutków zjawiska.
Na różnice te składają się m.in. takie aspekty, jak:
- klimat regionu,
- pora roku, w której ma miejsce wypalania,
- charakter gleby i jej stosunki wodne,
- rodzaj ekosystemu,
- forma kultury rolnej,
- wielkość areału,
- technologia działania,
- bilans ekologiczny,
- zróżnicowany poziom cywilizacyjny.

Jak niemalże każda działalność człowieka w ekosystemach, wypalanie suchych pozostałości roślin wywołuje kontrowersje co do skutków oddziaływania na przyrodę. Według zwolenników, przeciwnicy wypalania nie uwzględniają niektórych ze skutków i takich czynników jak: pora roku, rodzaj gleby lub rodzaj ekosystemu. Pod względem przeciwpożarowym, w ocenach skutków nie uwzględniają również czynników lokalnych, takich jak: wielkość areału, warunki klimatyczne czy otoczenie wypalanych terenów. Przeciwnicy w swoich argumentach podają statystyki pożarowe, wyliczają ogromne koszty gaszenia pożarów oraz straty materialne wskutek niekontrolowanego rozprzestrzeniania się ognia. Odwołują się również do wartości etycznych w związku ze śmiercią zwierząt.

## Kontrolowane pożary na świecie
W latach 70. w USA i Australii opracowano metodę kontrolowanego wypalania nadmiernie gromadzącej się uschniętej roślinności na obszarach stepowych (w suchym klimacie równikowym i podzwrotnikowym), co zostało uznane za konieczne działanie przeciwpożarowe i zabieg zastępujący dawne naturalne pożary. Po wnikliwym zbadaniu skutków i opracowaniu techniki działania, takie kontrolowane pożary wykonują odpowiednie służby.

## Motywy w literaturze
Tragiczne skutki wypalania traw w USA stały się kanwą powieści Williama Whartona. W książce pt. Niezawinione śmierci autor opisuje własne przeżycia związane ze śmiercią swojej córki, zięcia i wnuczek w karambolu drogowym spowodowanym wypalaniem traw. Wątek osobisty i emocjonalny przeplata się z opisem daremnej sądowej batalii o sprawiedliwość naginaną przez wpływowe lobby rolnicze.
- William Wharton, Niezawinione śmierci (tyt. oryg. Wrongful Deaths), Dom Wydawniczy Rebis, Poznań 1998, ISBN 83-7120-673-9.